# Chrysoprasis suturella
Chrysoprasis suturella är en skalbaggsart som beskrevs av White 1853. Chrysoprasis suturella ingår i släktet Chrysoprasis och familjen långhorningar.
Artens utbredningsområde är Venezuela. Inga underarter finns listade i Catalogue of Life.